# Feliks Pisula
Feliks Pisula (ur. 3 kwietnia 1908 w Kątach, zm. 17 września 1995) – polski inżynier rolnik i polityk. Minister skupu oraz minister przemysłu spożywczego w 1957, minister przemysłu spożywczego i skupu w latach 1957–1968, poseł do Krajowej Rady Narodowej i na Sejm PRL IV kadencji.

## Życiorys
Syn Michała. W 1933 ukończył studia na Wydziale Rolniczym Uniwersytetu Poznańskiego, uzyskując tytuł zawodowy inżyniera rolnictwa. Po studiach do wybuchu II wojny światowej był nauczycielem szkoły rolniczej w Koźminie Wielkopolskim, działał w Związku Akademickiej Młodzieży Wiejskiej w Poznaniu. W okresie okupacji był kierownikiem Spółdzielni Spożywców w Wilkowie, należał do Związku Walki Zbrojnej i Batalionów Chłopskich. Od 1944 do 1948 naczelnik wydziału w Ministerstwie Rolnictwa i Reform Rolnych.
Był członkiem partii ludowych: od 1935 Stronnictwa Ludowego, od 1945 Polskiego Stronnictwa Ludowego, w latach 1946–1947 Polskiego Stronnictwa Ludowego „Nowe Wyzwolenie”, od 1948 ponownie SL, a od 1949 Zjednoczonego Stronnictwa Ludowego. Od października 1946 przez rok członek Rady Naczelnej PSL „Nowe Wyzwolenie”, od lutego do września 1947 wiceprezes Głównego Komitetu Wykonawczego, następnie do listopada skarbnik. Od grudnia 1956 do kwietnia 1973 członek Naczelnego Komitetu ZSL, a od maja 1962 do marca 1969 członek prezydium NK ZSL.
W latach 1948–1957 naczelnik wydziału w Centralnym Zarządzie Zaopatrzenia Rolnictwa, w lutym 1957 podsekretarz stanu w Ministerstwie Skupu, następnie w 1957 minister skupu oraz minister przemysłu spożywczego, a do 1968 minister przemysłu spożywczego i skupu. Pełnił mandat poselski do Krajowej Rady Narodowej i na Sejm PRL IV kadencji. Od kwietnia 1968 do listopada 1973 wiceprezes Najwyższej Izby Kontroli.

## Odznaczenia (lista niepełna)
- Order Sztandaru Pracy I klasy (1964)[1]
- Srebrny Krzyż Zasługi (1955)[2]
- Medal 10-lecia Polski Ludowej (1955)[3]
- Odznaka 1000-lecia Państwa Polskiego (1966)[4]
- Medal „Za zasługi dla ruchu ludowego” (1984)[5]